# Lee Evans (Musiker)
Lee Evans (* 7. Januar 1933 in New York City; † 29. August 2023) war ein US-amerikanischer Jazz- und Unterhaltungsmusiker (Piano, Arrangement).

## Leben und Wirken
Evans, der in Bronx aufwuchs, absolvierte die New Yorker High School of Music & Art. Er studierte an der New York University, wo er 1957 einen Bachelor erhielt. Dann erwarb er einen Master of Arts und einen Doktor der Pädagogik am Columbia University Teachers College.
In den 1960er-Jahren spielte Evans eine Reihe von Alben auf Capitol Records, Command und MGM Records ein; außerdem leitete er ein langjähriges Trio (mit Bill Smith und Joe Dumas) und Orchester. „Lee Evans punktete mit seinem ersten Album [Piano Plus] auf dem Label [Capitol] und der Pianist dürfte mit diesen neuen Aufnahmen noch mehr Fans gewinnen. Es zeigt ihn in romantischer Stimmung, mit melodischen Liedern und einem großen Orchester hinter ihm“, hieß es 1962 im Billboard.
Evans verfasste über hundert Musiklehrbücher und Notenhefte für die Hal Leonard Corporation und The FJH Music Company, mit Bearbeitungen unter anderem aus dem Great American Songbook wie Lee Evans Arranges Harold Arlen und Lee Evans Arranges Broadway Hits: Piano Solo. Des Weiteren war er Autor zahlreicher Artikel für Publikationen wie JAZZed Magazine (die offizielle Zeitschrift des Jazz Education Network), Clavier Companion, The California Music Teacher, Piano Guild Notes und andere. 
Evans war Professor für Musik an der Pace University in New York City. Er wurde mit einem Ehrendoktortitel vom Five Towns College in Dix Hills geehrt.
Er verstarb am 29. August 2023.

## Publikationen (Auswahl)
- The Elements of Jazz, 1984
- Lee Evans Arranges George Gershwin, 1985
- More Easy Jazz Standards: Lee Evans Arranges, 1985
- Lee Evans Arranges Easy Jazz Standards, 1985
- Topics in Jazz and Musical Creativity for the Classical Pianist, 1989
- Lee Evans Arranges Hits of the '50s, 1992
- Lee Evans Arranges Duke Ellington for Piano Solo, 2003
- Lee Evans Arranges Jerome Kern, 2006
- Beautiful Art Songs for Solo Piano, 2020
- More Incredibly Beautiful Art Songs for Solo Piano, 2020
- Essential Folk Songs, Spirituals and Blues - with a Touch of Jazz, for Solo Piano, 2020
- Grieg/Gliere Off the Beaten Path Musical Gems – Edited/Arranged for Solo Piano by Lee Evans, 2021
- Rachmaninoff Art Songs Arranged for Solo Piano, 2021
- Timeless Songs of Stephen Foster Harmonized Anew for Solo Piano, 2021
- Enchanting Piano Music of Anatoly Lyadov - with a Touch of Jazz, 2021

## Diskographische Hinweise
- Big Piano/Big Band/Big Sound (Capitol, 1961)
- Piano Plus (Capitol, 1962)
- The Lee Evans Trio (Capitol, 1963)
- The New and Exciting Piano Talent Plays the Best in „Pops“ (Command, 1964)
- Plays Themes from Great Motion Pictures (MGM, 1967)
- Dick Hyman / Stan Freeman / Ralph Sutton / Lee Evans: Grand Slam/Pop Piano Aces  (Project 3, 1972)